# Wood megye (Texas)
Wood megye az Amerikai Egyesült Államokban, azon belül Texas államban található. Megyeszékhelye Quitman, legnagyobb városa Mineola. Lakosainak száma 44 843 fő (2020. április 1.). Wood megye Hopkins, Rains, Van Zandt, Smith, Camp, Upshur és Franklin megyékkel határos.

## Népesség
A megye népességének változása:
| Lakosok száma | 42 024 | 42 086 | 42 157 | 42 306 | 43 356 | 44 843 |
|               | 2010   | 2011   | 2012   | 2013   | 2015   | 2020   |